# Jacqueline Audry
Jacqueline Audry (Orange, 25 de septiembre de 1908 - Poissy, 22 de junio de 1977) fue una directora de cine francesa. En algunos medios de comunicación a principios de 1940, fue mencionada como la primera directora de cine en Francia, aunque en realidad la primera directora de cine francesa fue Alice Guy, que fue también la primera persona que dirigió una película de ficción en la historia del cine, La feu aux choux (El hada de las coles) en 1896.
El cine de Audry es considerado transgresor y feminista. Fue una de las pocas directoras en el cine francés de la posguerra: en las décadas de 1940 y 1950 apenas había mujeres en la producción de cine ni tampoco mujeres protagonistas en primera línea de las películas.
Dirigió su primer largometraje en 1943, Les Malheurs de Sophie, y entre 1945 y 1969 realizó 16 películas, muchas de ellas inspiradas en novelas escritas por mujeres.  En 1949, logró tres millones de espectadores con la película Gigi. En 1963, fue la primera realizadora miembro del jurado del Festival de Cine de Cannes. Tras años en el olvido, en 2015 el Festival Internacional de Cine de Mujeres de Créteil le rindió homenaje y varios especiales en medios de comunicación reivindicaron y recuperaron su memoria.

## Biografía
Audry nació en Orange, en 1908, y durante su infancia vivió en diferentes lugares de Francia a causa de los cambios de trabajo de su padre. Es sobrina de Gaston Doumergue, quien fue presidente de la República de 1924 a 1931, y hermana pequeña de la escritora, política y activista socialista y feminista Colette Audry, de quien se mantendrá siempre próxima y con quien colaboraría frecuentemente.
Durante la adolescencia, Audry leyó a la escritora francesa Colette, quien la marcó especialmente y por ello sus primeros proyectos fueron adaptaciones de su obra. Resalta en particular que, durante la ocupación, leyó Gigi, de acuerdo con una entrevista recogida en la emisión de Audio France Cultura dedicada a Audry.

### Trayectoria fílmica
Desde que pisó un plató supo que quería ser realizadora. Empezó a trabajar en el cine a finales de los años 1930 como ayudante de dirección de G. W. Pabst, Jean Delannoy, Georges Lacombe, Max Ophuls y Maurice Cloche. Se educó en el Centre Artistique et Technique des Jeunes du Cinéma CATJC en Niza durante la guerra.
En 1943, estrenó su trabajo de fin de estudios, el mediometraje documental Les chevaux du Vercors. Después, empezó a rodar una adaptación de Les Malheurs de Sophie (1946), basado en la novela popular del mismo nombre de la Condesa de Ségur. «Si Paulette Pax, Yvonne Printemps, Alice Cocéa han tenido un importante éxito como directoras de teatro ¿porque  no en el cine?» pensaba Jacqueline Audry en sus inicios, según un artículo de prensa publicado en Le Matin en mayo de 1943 que destaca su voluntad, empeño y energía sorprendente en una entrevista mientras rodaba Les Malheurs de Sophie. En la entrevista, Audry explicó que, cuando presentó su proyecto, le impusieron dirigir primero un documental por ver si era capaz de hacerlo y que, tras el resultado, pudo empezar a dirigir su primera película. Eligió Les Malheurs de Sophie porque no había suficientes películas infantiles y era un género nuevo. La crónica acaba señalando: «hay mujeres que son destacadas médicos, abogados, pilotos... ¿por qué no directores de cine?» 
A pesar de ser una película infantil, Les Malheurs de Sophie fue censurada por causar "disturbio político" y por sus escenas "inapropiadas". Incapaz de recaudar fondos para su próxima película, esperó tres años antes de hacer Sombre dimanche.
El primer éxito le llegó con Gigi, primera de las tres adaptaciones de novelas de Colette: Gigi, Minne y Mitsou, todas ellas con la actriz Danièle Delorme como protagonista. Gigi logró tres millones de espectadores.Por otro lado, la comedia Mitsou, de 1956, fue fuertemente censurada por presentar sexo fuera del matrimonio.
En 1951, Audry dirigió Olivia, con guion de Colette Audry y Perre Laroche basada en la novela semiautobiográfica de Dorothy Bussy,que presenta una historia de amor lésbico: narra las pasiones que despierta una adolescente inglesa enviada durante un año a una escuela parisina, en particular sobre una pareja de mujeres. Sus escenas lésbicas adelantadas a su tiempo son un ejemplo de ello.En aquel momento, la película fue muy polémica y estuvo censurada en Estados Unidos y Reino Unido. Edwige Feuillère estuvo nominada para un premio BAFTA en la sección de mejor actriz extranjera. La película se ha reconocido como un "hito de la representación lesbiana".

### Ocaso y fallecimiento
Durante la Cuarta República, la prensa, radio y televisión hablaban de ella y la invitaban con frecuencia, sin embargo luego cayó en el olvido. En 1963, fue la primera directora de cine miembro del jurado del Festival de Cine de Cannes.Su última película fue Un grand amour de Balzac, estrenada en 1973. Jacqueline Audry murió el 19 de junio de 1977 en Poissy, Yvelines, Francia, en un accidente de carretera.

## Postura feminista
Aunque no se reivindicó públicamente como feminista, en sus películas y en sus entrevistas plantea la reivindicación de la emancipación de las mujeres, la educación de las niñas, las relaciones familiares y el matrimonio burgués y no deja de interrogarse sobre que significa ser mujer. De acuerdo con la especialista Brigitte Roillet, autora del libro Jacqueline Audry, la femme à la caméra, «Lo traduce en una elección recurrente de heroínas cuya subjetividad domina y que logran sus objetivos. Es, sin duda, la primera cineasta que se ha dirigido a la mujer en el público en este punto de sus películas, lo que permite una identificación muy positiva. Ella misma fue construida y presentada en la prensa cinematográfica popular de la época como una especie de modelo implícito de una “mujer exitosa en el trabajo de un hombre”, a pesar de los obstáculos que encontró».

## Impacto y legado
El diario Le Matin, en una nota publicada en mayo de 1943, la menciona como la primera directora de cine francesa, aunque en realidad la primera cineasta en Francia fue Alice Guy. Los medios de comunicación la llamaron "la Madame du cinéma français". Por otro lado, el crítico de cine Lucien Logette, en ocasión del homenaje a la realizadora durante el Festival de cine de mujeres de Créteil de 2015, recuerda que no fue la sola realizadora de aquellos años, mencionando a Andrée Feix que desapareció tras su segundo largometraje en 1944, Solange Térac, Denise Tual, y Nicole Vedrès, aunque reconoce que fue la más prolífica y la única con el éxito suficiente para seguir rodando películas.
El estilo cinematográfico de Audry influyó en la Ola Nueva francesa, con tintes feministas. Muchas de sus obras han sido protagonizadas por mujeres, a menudo rompiendo con visiones tradicionales de género y sexualidad.
El cine de Jacqueline Audry está considerado un cine transgresor y feminista pionero en la Francia de la posguerra de los años 1940-1950,ya que, en sus películas, las mujeres manifiestan sus deseos de placer - Minne, l'ingénue libertine (1950) - y lo buscan, algo inédito en la época. Sus películas resultaron especialmente singulares en un periodo en el que las mujeres apenas tenían un lugar en la industria cinematográfica y en el que los personajes femeninos raramente ocupaban el primer plano del protagonismo.
«Lo más interesante para mí es la forma en que revisita, y en ocasiones transgrede, géneros cinematográficos, algunos de los cuales, como el western (La Caraque rubia) o la road movie (Les Petits Matins), son muy raros en el cine francés» apunta Brigitte Rollet, escritora y crítica de cine.

## Vida personal
Estuvo casada con el guionista Pierre Laroche. Fue hermana de Colette Audry, quien en varias ocasiones colaboró con Jacqueline en el guion de varias películas.

## Premios y reconocimientos
- 1950 - Premio al mejor realizador en Victoires du Cinéma Français por la película Gigi (1949).[19]
- 1963 - Fue la primera mujer directora de cine en formar parte del jurado del Festival de Cine de Cannes.

### Reconocimientos póstumos
En 1984 y 2015 el Festival Internacional de Cine de Mujeres de Créteil le rindió homenaje.

## Filmografía

### Como directora
- 1943 : Les Chevaux du Vercors (mediometraje)
- 1945 : Les Malheurs de Sophie
- 1948 : Sombre Dimanche
- 1949 : Gigi
- 1950 : Minne, l'ingénue libertine
- 1951 : Olivia
- 1952 : La Caraque blonde
- 1954 : Huis clos
- 1956 : Mitsou
- 1956 : La Garçonne
- 1957 : C'est la faute d'Adam
- 1957 : L'École des cocottes
- 1960 : Le Secret du chevalier d'Éon
- 1962 : Les Petits Matins
- 1963 : Cadavres en vacances
- 1965 : Le Bonheur conjugal (serie de televisión de 13 episodios)
- 1966 : Fruits amers
- 1969 : Le Lis de mer
- 1973 : Un grand amour de Balzac

### Como asistente de dirección
- 1938 : Le Roman de Werther (Werther) de Max Ophuls
- 1939 : L'Esclave blanche de Marc Sorkin
- 1939 : Jeunes filles en détresse de Georg Wilhelm Pabst
- 1939 : Les Musiciens du ciel de Georges Lacombe
- 1940 : Paris-New York de Yves Mirande
- 1940 : Elles étaient douze femmes de Georges Lacombe
- 1942 : L'assassin a peur la nuit de Jean Delannoy